# Доа (Вандеја)
Доа (фр. Doix) насеље је и општина у западној Француској у региону Лоара, у департману Вандеја која припада префектури Фонтне ле Конте.
По подацима из 2011. године у општини је живело 918 становника, а густина насељености је износила 68,97 становника/km². Општина се простире на површини од 13,31 km². Налази се на средњој надморској висини од 8 метара (максималној 18 m, а минималној 1 m).

## Демографија
| 1962. | 1968. | 1975. | 1982. | 1990. | 1999. | 2011. |
| ----- | ----- | ----- | ----- | ----- | ----- | ----- |
| 540   | 590   | 582   | 764   | 813   | 793   | 918   |

График промене броја становника у току последњих година